# Нощта на шампионите
Нощта на шампионите е бивш кеч pay-per-view (PPV) турнир, продуциран от професионалната кеч компания WWE.
Първоначалното събитие е познато като Отмъщение, когато първият турнир, провеждащ се на декември 2001, замествайки тогавашния турнир Армагедон през годината. Турнира през 2002 включва шоутата Първична сила и Разбиване!. Става турнир на Разбиване през 2003, а през 2004, турнир на Първична сила. През 2007, след Кечмания 23, всеки турнир е на трите шоута. Отмъщение замества датата на Пълна готовност през юли 2002, но се мести през юни 2005, разменяйки датите с Голямото американско сбиване.

## Смяна на име
Турнирът през 2007 става известен като Отмъщение: Нощта на шампионите и включва заложби на всички титли на WWE. През 2008 турнирът спира името Отмъщение и продължава само с името Нощта на шампионите, водейки до преместване към септември през 2010. През 2011 WWE провеждат Нощта на шампионите и Отмъщение, където Отмъщение замества Турнирът на най-добрите през октомври 2011, докато Нощта на шампионите продължава с мястото през септември. През 2012 името на Отмъщение спира провеждане за години напред.

## Концепция
Започвайки от 2007, концепцията на този pay-per-view е че всяка титла на WWE трябва да бъде залагана. Започвайки от 2010, мачове без заложби на титли също се провеждат.
В предишните години, десет титли са залагани на този pay-per-view, включително:
- Титлата в полутежка категория на WWE, залагана през 2007
- Титлата на ECW, залагана между 2007 и 2009
- Световните отборни титли, залагани между 2007 и 2009
- Титлата при жените на WWE (предишна), залагана между 2007 и 2010
- Световната титла в тежка категория, залагана между 2007 и 2013
- Титлата на дивите на WWE, залагана между 2009 и 2015
- Титлата на WWE, залагана между 2007 и 2015
- Титлата на Съединените щати на WWE, залагана между 2007 и 2015
- Интерконтиненталната титла на WWE, залагана между 2007 и 2015
- Отборните титли на WWE, залагани между 2007 и 2015

## История
Нощта на шампионите беше pay-per-view турнир, включващ главен мач и мачове преди него, в които се залагат титли или има други условия. Първият турнир се провежда от World Wrestling Federation (WWF), предишното име на WWE на 9 декември 2001 в San Diego Sports Arena, Сан Диего, Калифорния, излъчван на живо по PPV.
През 2002, WWF получава съдебна заповед да си сменят името, което води до промяна в името на WWE. В началото на годината, WWF провежда жребия, който разделя състава им на две от техните марки, Първична сила и Разбиване, както и ECW през 2006. Преди жребият, мачовете включват всички кечисти от състава без никакви ограничения; след жребият, мачовете включват кечисти само от съответното шоу. Първият турнир Отмъщение, продуциран след жребия и с разделянето на състава е през 2002, който се провежда на 2 юли 2002. На следващата година, WWE обявяват, че техните турнири, с изключение на КечМания, Лятно тръшване, Сървайвър, и Кралски грохот, ще се провеждат само за съответна марка; Отмъщение става турнир на Разбиване през 2003, а през 2004 турнир на Първична сила. След три години провеждане като турнири на различни марки, Отмъщение 2006 е последният турнир Отмъщение с разделянето, когато WWE обявяват, че турнирите от април 2007 ще включват всичките три марки на WWE.
През 2016 турнирът Нощта на шампионите е заместен от Сблъсъкът на шампионите.

## Дати и места
██ Турнир на Първична сила
██ Турнир на Разбиване
| №   | Име                            | Дата         | Град                     | Място                    | Главен мач                                                                    |
| --- | ------------------------------ | ------------ | ------------------------ | ------------------------ | ----------------------------------------------------------------------------- |
| 1   | Отмъщение (2001)               | 9 декември   | Сан Диего, Калифорния    | San Diego Sports Arena   | Крис Джерико срещу Ледения Стив Остин1                                        |
| 2   | Отмъщение (2002)               | 21 юли       | Детройт, Мичиган         | Joe Louis Arena          | Гробаря срещу Скалата срещу Кърт Енгъл2                                       |
| 3   | Отмъщение (2003)               | 27 юли       | Денвър, Колорадо         | Pepsi Center             | Брок Леснар срещу Енгъл срещу Грамадата3                                      |
| 4   | Отмъщение (2004)               | 11 юли       | Хартфорд, Кънектикът     | Hartford Civic Center    | Крис Беноа срещу Трите Хикса4                                                 |
| 5   | Отмъщение (2005)               | 26 юни       | Парадайс, Невада         | Thomas & Mack Center     | Батиста срещу Трите Хикса4                                                    |
| 6   | Отмъщение (2006)               | 25 юни       | Шарлът, Северна Каролина | Charlotte Bobcats Arena  | Дегенерация Х срещу Спирит Скуад                                              |
| 7/1 | Отмъщение: Нощта на шампионите | 24 юни       | Хюстън, Тексас           | Toyota Center            | Джон Сина срещу Мик Фоли срещу Боби Лешли срещу Ренди Ортън срещу Крал Букър3 |
| 2   | Нощта на шампионите (2008)     | 29 юни       | Далас, Тексас            | American Airlines Center | Трите Хикса срещу Сина3                                                       |
| 3   | Нощта на шампионите (2009)     | 26 юли       | Филаделфия, Пенсилвания  | Wachovia Center          | Си Ем Пънк срещу Джеф Харди4                                                  |
| 4   | Нощта на шампионите (2010)     | 19 септември | Роузмънт, Илинойс        | Allstate Arena           | Шеймъс срещу Уейд Барет срещу Джерико срещу Острието срещу Сина срещу Ортън3  |
| 5   | Нощта на шампионите (2011)     | 28 септември | Бъфало, Ню Йорк          | First Niagara Center     | Трите Хикса срещу Пънк                                                        |
| 8   | Отмъщение (2011)               | 23 октомври  | Сан Антонио, Тексас      | AT&T Center              | Алберто Дел Рио срещу Сина3                                                   |
| 6   | Нощта на шампионите (2012)     | 16 септември | Бостън, Масачузетс       | TD Garden                | Пънк срещу Сина3                                                              |
| 7   | Нощта на шампионите (2013)     | 15 септември | Детройт, Мичиган         | Joe Louis Arena          | Ортън срещу Даниъл Брайън3                                                    |
| 8   | Нощта на шампионите (2014)     | 21 септември | Нашвил, Тенеси           | Bridgestone Arena        | Леснар срещу Сина5                                                            |
| 9   | Нощта на шампионите (2015)     | 20 септември | Хюстън, Тексас           | Toyota Center            | Сет Ролинс срещу Стинг5                                                       |

Мач за:
1↑Титлата на WWF и Световната титла;
2↑Безспорната титла на WWE;
3↑Титлата на WWE;
4↑Световната титла в тежка категория;
5↑Световната титла в тежка категория на WWE